# Hortensius (consul désigné en -108)
Pour les articles homonymes, voir Hortensius.
Hortensius, prénommé Lucius ou Quintus, est un homme politique de la République romaine, consul désigné pour l'an 108 av. J.-C., mais il est poursuivi avant de pouvoir prendre ses fonctions.

## Famille
Il est membre de la famille plébéienne des Hortensii. Il peut être l'oncle du célèbre orateur et consul Quintus Hortensius Hortalus.

## Biographie
Il a peut-être servi comme légat sous Quintus Mucius Scævola l'Augure en Asie en 121 et est témoin au procès de ce dernier en 120.
En 111, Hortensius est probablement préteur en Sicile.
Il est élu consul avec Servius Sulpicius Galba aux élections de mi-109 pour l'année suivante, 108, mais il est jugé et condamné avant de prendre ses fonctions, probablement pour corruption électorale. Marcus Aurelius Scaurus est nommé à sa place.